# Фельберг
Фельберг (нем. Vellberg) — город в земле (государстве) Баден-Вюртемберг, в Германии (ФРГ) . 
Город подчинён административному округу Штутгарт. Населённый пункт входит в состав района Швебиш-Халль. Население поселения составляет 4 224 человека (на 31 декабря 2010 года). Город занимает площадь 31,89 км². Официальный код города — 08 1 27 089.

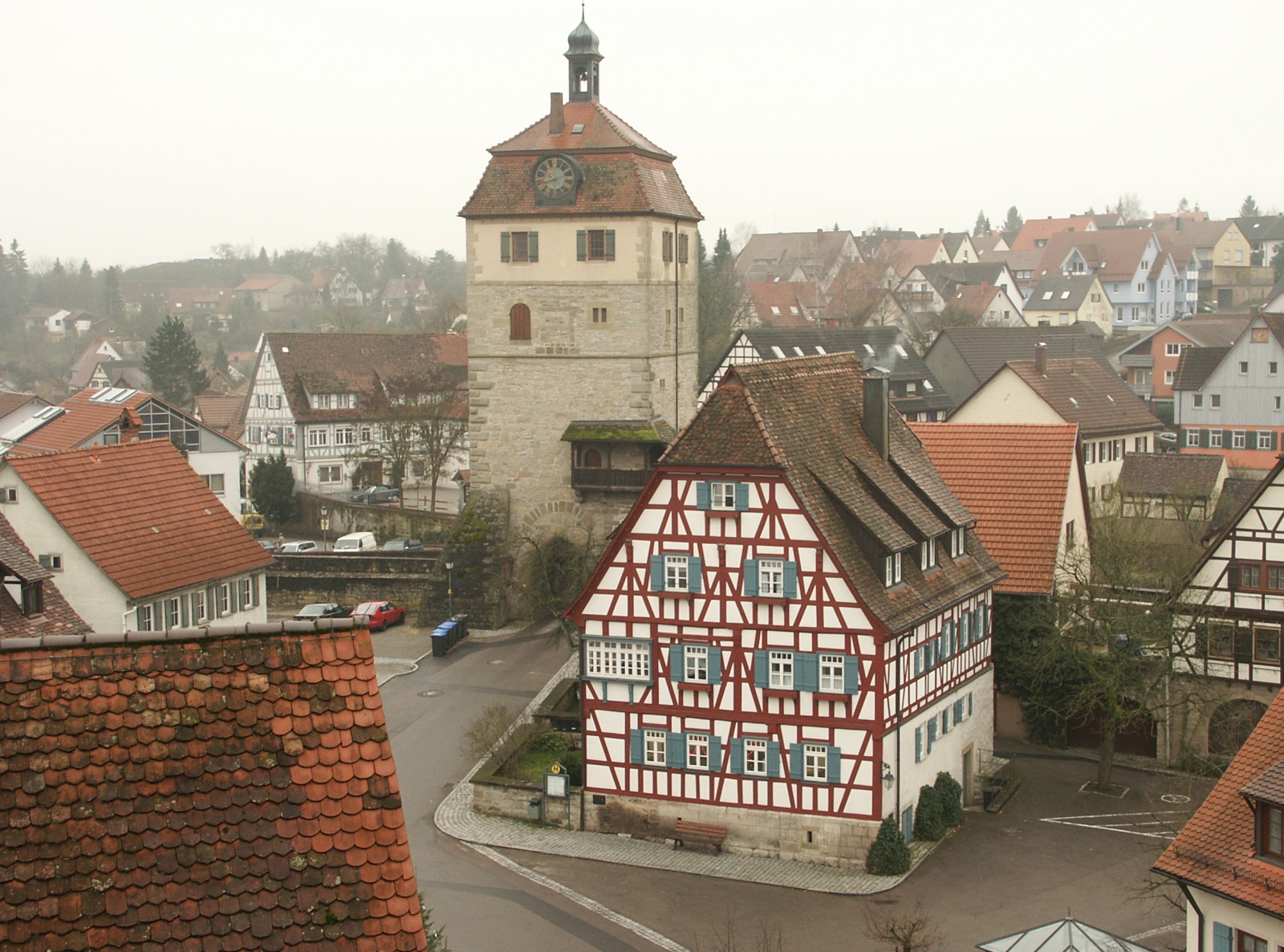
Замок
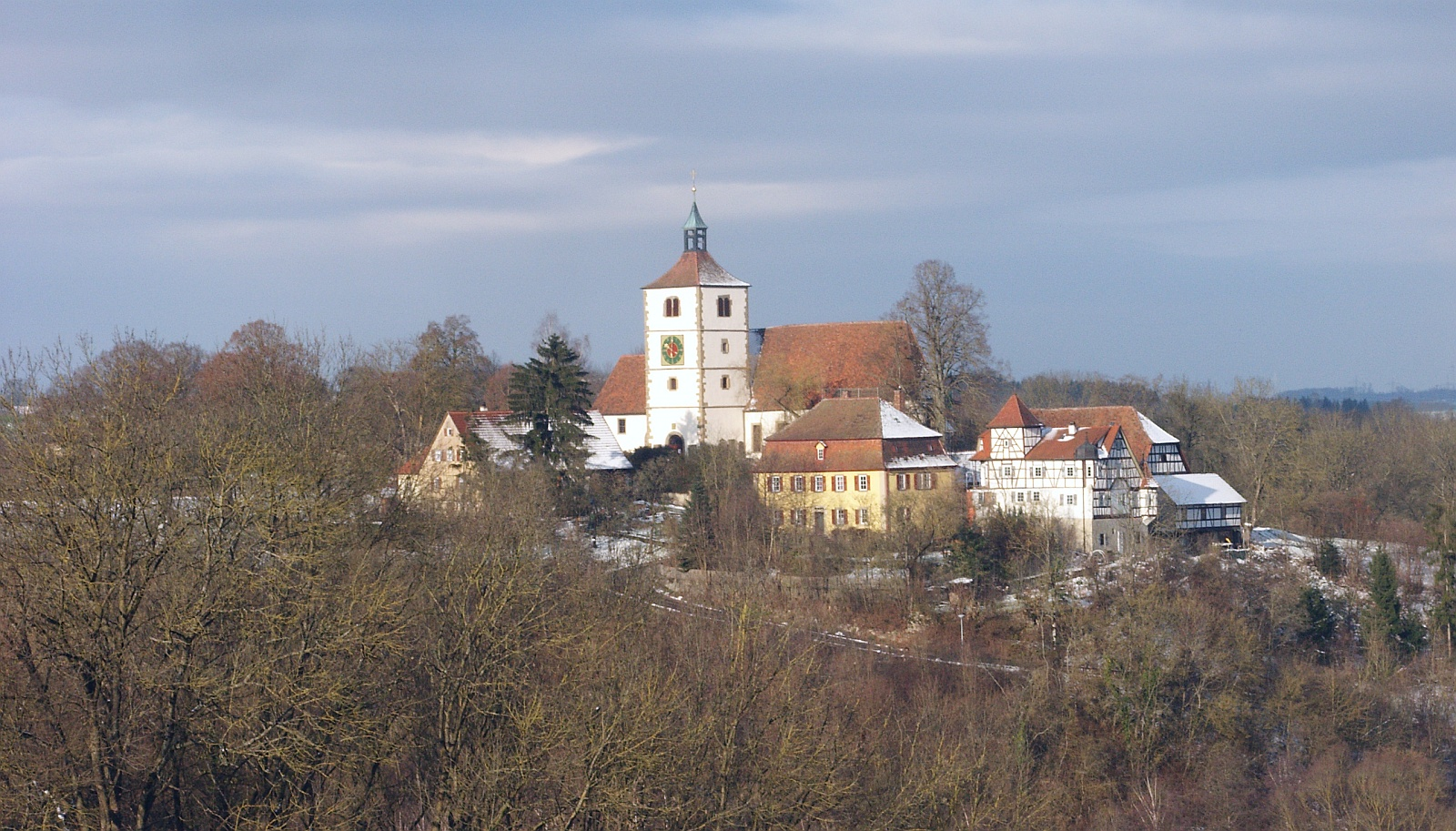
Фельберг